# ProForma
ProForma, właśc. Kameralny Zespół Muzyki Północno-Wschodniej i Popołudniowej „ProForma” – polski zespół wokalny powstały w 2000 roku.
Repertuar zespołu wokalnego ProForma to współczesne utwory chóralne, stylizacje folkloru Warmii i innych zakątków świata; zawiera również lżejsze formy: gospel, standardy muzyki rozrywkowej, kolędy i pastorałki. Zespół koncertował z powodzeniem na festiwalach w kraju i za granicą.
Podczas otwarcia Ogólnopolskiego Turnieju Chórów „Legnica Cantat 41”, 13 maja 2010, zespół wystąpił na scenie razem z Bobbym McFerrinem.
Patronat nad zespołem sprawuje Muzeum Warmii i Mazur w Olsztynie. Zespół występował w: Austrii, Belgii, Hiszpanii, Niemczech, Norwegii, na Litwie, Słowacji, Węgrzech oraz we Francji i Włoszech.
Dyrygentem jest Marcin Wawruk.

## Skład zespołu
- Magda Mieczkowska – sopran
- Małgorzata Wawruk – sopran
- Ewelina Godlewska – sopran
- Emilia Kitłowska – sopran
- Justyna Fandrejewska – alt
- Justyna Łuńska – alt
- Agnieszka Słowińska – alt
- Alicja Westerlich – alt
- Grzegorz Kolendo – tenor
- Mariusz Mieczkowski – tenor
- Łukasz Napiwodzki – tenor
- Wojciech Dąbrowski – tenor
- Robert Kuriata – bas
- Michał Karwowski – bas
- Tomasz Łukaszuk – bas
- Marcin Majdecki – bas

Źródło:

## Dyskografia
Dorobek artystyczny zespołu został utrwalony w licznych nagraniach radiowych i telewizyjnych, a także na pierwszej płycie CD zawierającej 12 utworów z repertuaru Czesława Niemena – Niemen a cappella, wydanej 20 listopada 2007.
Płyty gościnne:
- Czerwony Tulipan – Olsztyn kocham (Agencja Artystyczna MTJ, 2003) – piosenka Chodzą chłopcy ze starówki;
- Nika Jager – Przetrwam (Jager Music, 2006) – piosenka Podobny;
- Czerwony Tulipan – Ewa (Agencja Artystyczna MTJ, 2003) – piosenka A.P. Świetliku, Świetliku...;
- Kolędy i pastorałki (OFKiP, 2005) – pastorałka Północ już była;
- Maryla Rodowicz – Życie ładna rzecz (Universal Music, 2002) – piosenka Marusia (do słów Jacka Cygana i muzyki Marcina Nierubieca);
- Janusz Lipiński – Ptaki powrotne (Monoplan, 2009) – piosenki: Wróble, Z wiatrem, Kim byłeś, Z lasu, Modlitwa II (do słów Krzysztofa Kamila Baczyńskiego z aranżacjami Jarka Kordaczuka i śpiewem Basi Raduszkiewicz).
- Jarek Kordaczuk – Czekając na koniec świata (6dB Records, 2012) – cykl utworów do wierszy Czesława Miłosza na głos solowy, zespół wokalny i elektronikę (głos solowy Basia Raduszkiewicz).
- Marcin Wawruk – Śledztwo według Stefana Themersona. Słuchowisko Radia Olsztyn w reżyserii Marka Markiewicza z muzyką Marcina Wawruka.

## Filmografia
Wykonanie piosenek do polskiej wersji filmu Horton słyszy Ktosia (Imperial – Cinepix, 2008).

## Osiągnięcia
- 2000 – XII Trnawskie Dni Chóralne (Słowacja) – I nagroda z wyróżnieniem w kategorii A – Muzyka sakralna, I nagroda z wyróżnieniem w kategorii B – Muzyka świecka, nagroda specjalna „Za wybitną dramaturgię koncertów”;
- 2001 – VII Ogólnopolski Festiwal Kolęd i Pastorałek (Będzin) – Grand Prix;
- 2001 – Ogólnopolski Turniej Chórów „Legnica Cantat” 32 – Grand Prix, Złota Lutnia im. Jerzego Libana, Nagroda Specjalna Programu Drugiego Polskiego Radia „Dla zespołu o najlepszych walorach brzmieniowych”, Nagroda Specjalna „Za najlepsze wykonanie utworu o tematyce religijnej”;
- 2001 – XXXVI Międzynarodowy Festiwal Pieśni Chóralnej w Międzyzdrojach – Srebrny Dyplom;
- 2001 – IV Łódzki Festiwal Chóralny „Cantio Lodziensis” – I miejsce;
- 2002 – Ogólnopolski Turniej Chórów „Legnica Cantat” 33 – Grand Prix, Złota Lutnia im. Jerzego Libana, Nagroda Specjalna Programu Drugiego Polskiego Radia „Dla zespołu o najlepszych walorach brzmieniowych”;
- 2002 – I Międzynarodowy Festiwal Muzyki Chóralnej im. Feliksa Nowowiejskiego – I miejsce z wyróżnieniem, nagroda specjalna „Dla najlepszego dyrygenta festiwalu”;
- 2002 – Nagroda Zarządu Województwa Warmińsko-Mazurskiego z dziedzinie Kultury za rok 2002
- 2003 – Ogólnopolski Festiwal Pieśni Chóralnej „Kolędy i Pastorałki” w Myślenicach – I nagroda w kategorii Chórów Kameralnych, Nagroda Główna za opracowanie i wykonanie pastorałki Oj Maluśki;
- 2003 – VI Międzynarodowe Recitale Chóralne „Hora Cantavi” w Suwałkach – Grand Prix, Nagroda za najlepsze wykonanie opracowania utworu polskiej muzyki ludowej;
- 2003 – Międzynarodowy Konkurs Rozgłośni Radiowych „Let the people sing” II Program Radia BBC – III miejsce w kategorii zespołów młodzieżowych;
- 2004 – XXI Międzynarodowy Konkurs im. Béli Bartóka w Debreczynie – III miejsce w kategorii zespołów wokalnych;
- 2005 – Ogólnopolski Turniej Chórów „Legnica Cantat” 36 – Nagroda im. Henryka Karlińskiego, Nagroda Specjalna Programu Drugiego Polskiego Radia „Dla zespołu o najlepszych walorach brzmieniowych”;
- 2005 – 44 Międzynarodowy Konkurs Chóralny im. C.A.Seghizzi w Gorizii (Włochy) – III miejsce w kategorii Program Monograficzny, wyróżnienie w kategorii Pop, Jazz;
- 2006 – XXXXI Międzynarodowy Festiwal Pieśni Chóralnej w Międzyzdrojach – Grand Prix, Złoty Dyplom w kategorii Muzyka Współczesna;
- 2007 – Nagroda Marszałka Województwa Warmińsko-Mazurskiego „Najlepszy z Najlepszych” za rok 2006;
- 2007 – Ogólnopolski Turniej Chórów „Legnica Cantat” 38 – I Nagroda im. Henryka Karlińskiego w kategorii chórów amatorskich, Nagroda Specjalna Programu Drugiego Polskiego Radia „Dla zespołu o najlepszych walorach brzmieniowych”;
- 2008 – Nagroda Marszałka Województwa Warmińsko-Mazurskiego „Najlepszy z Najlepszych” za rok 2007;
- 2008 – 56 Międzynarodowy Konkurs Chóralny w Arezzo (Włochy) – II miejsce w kategorii zespołów wokalnych;
- 2009 – Ogólnopolski Turniej Chórów „Legnica Cantat” 40 – Grand Prix, Złota Lutnia im. Jerzego Libana zdobyta po raz trzeci przechodzi na własność zespołu;
- 2010 – Nagroda Marszałka Województwa Warmińsko-Mazurskiego „Najlepszy z Najlepszych” za rok 2009.